# Rhamnoneuron balansae
Rhamnoneuron es un género monotípico de plantas pertenecientes a la familia Thymelaeaceae. Su única especie, Rhamnoneuron balansae, es originaria de Asia.

## Descripción
Es un arbusto o árbol pequeño que alcanza un tamaño de 2-4 (-10) m de altura. Con ramillas erectas, marrones, delgadas y glabrescentes. El pecíolo de 1-3 mm, poco pubescente, las hojas ovadas u oblongas a lanceoladas, de (8-) 10-19 × 2.5-5.5 cm, con el envés pubescente, el haz glabro, la base cuneada o ampliamente cuneada, rara vez redondeada, el ápice acuminado. Las inflorescencias son terminales y axilares, grandes, en panículas, con cuatro flores; pedúnculo 1,5-2 cm, y 2 brácteas involucrales. El cáliz de color rojo, de 12 mm. El fruto es una drupa fusiforme, de 8 mm, con el envés blanco hirsuto, y cubierto por el cáliz persistente.

## Distribución y hábitat
Se encuentra en los bosques; a una altitud de 900-1200 metros en Yunnan, (Pingbián) y Vietnam.

## Taxonomía
Rhamnoneuron balansae fue descrita por (Drake) Gilg y publicado en Die Natürlichen Pflanzenfamilien 3(6a): 245, en el año 1894.
Sinonimia
- Rhamnoneuron rubriflorum C.Y. Wu ex S.C. Huang
- Wikstroemia balansae Drake basónimo[3]